# Fogolyszökés
A fogolyszökés az igazságszolgáltatás rendjét veszélyeztető egyik bűncselekmény.

## A hatályos szabályozás
Aki a büntetőeljárás alatt, illetve a szabadságvesztés vagy az elzárás végrehajtása során a hatóság őrizetéből megszökik, bűntett miatt 3 évig terjedő szabadságvesztéssel büntetendő.
Aki abból a célból, hogy az ellene folytatott büntetőeljárás alól oly módon vonja ki magát, hogy a lakhelyelhagyási tilalom tartama alatt a számára kijelölt területet, körzetet, vagy a házi őrizet tartama alatt a kijelölt lakást és az ahhoz tartozó bekerített helyet végleg elhagyja, vétség miatt két évig terjedő szabadságvesztéssel büntetendő.
A büntetés egy évig terjedő szabadságvesztés, ha az elítélt a szabadságvesztés végrehajtása során a részére engedélyezett büntetés félbeszakítás, eltávozás, rövid tartamú eltávozás vagy kimaradás tartamának elteltével abból a célból nem tér vissza, hogy a büntetés végrehajtása alól kivonja magát.
Korlátlanul enyhíthető a fogolyszökés elkövetőjének büntetése, ha – mielőtt tartózkodási helye a hatóság tudomására jutna – önként feladja magát.
A fogolyszökés bűntette esetén a törvény büntetni rendeli a büntetőeljárási őrizetből történő szökést, valamint a szabadságvesztéstől elkülönülő elzárás büntetés esetén is.
Indokolt a fogolyszökés elkövetője büntetésének korlátlan enyhítése, ha magát önként feladja, azaz a hatóság előtt megjelenik, vagy tartózkodási helyét megadja annak érdekében, hogy büntetésének letöltését folytassa.

## A korábbi Btk-ban
A fogolyszökésről a korábbi Btk. 245. § -a rendelkezett.